# Maniero di Wiurila

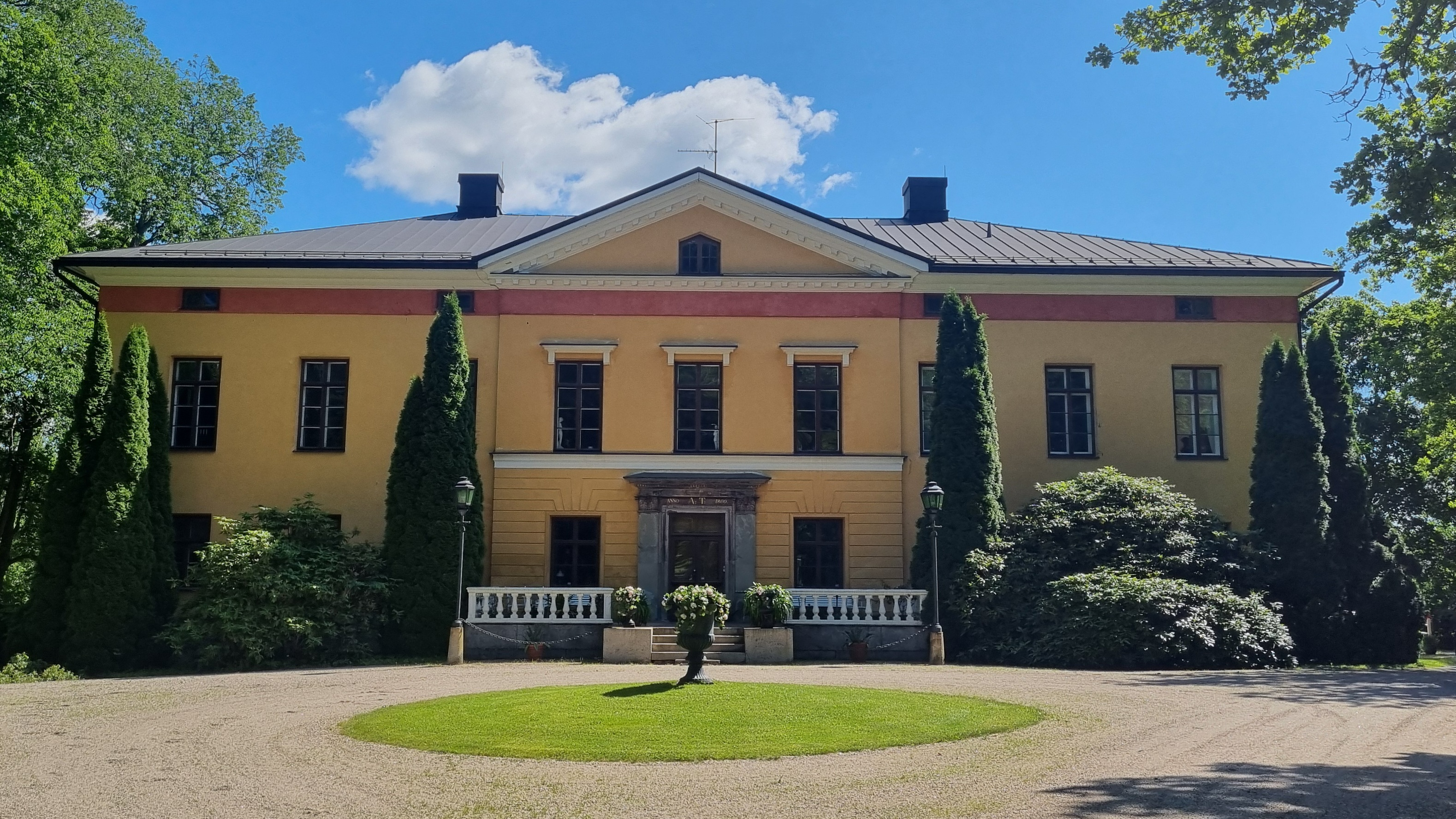
Maniero di Wiurila. Architetto Carlo Bassi.

Maniero di Wiurila (in finlandese Wiurilan kartano ed in svedese Wiurila gård) è una storica tenuta situata a Halikko, nel comune di Salo, nella Finlandia meridionale. È considerata una delle più importanti dimore storiche del paese e rappresenta un significativo esempio di patrimonio culturale finlandese.

## Storia

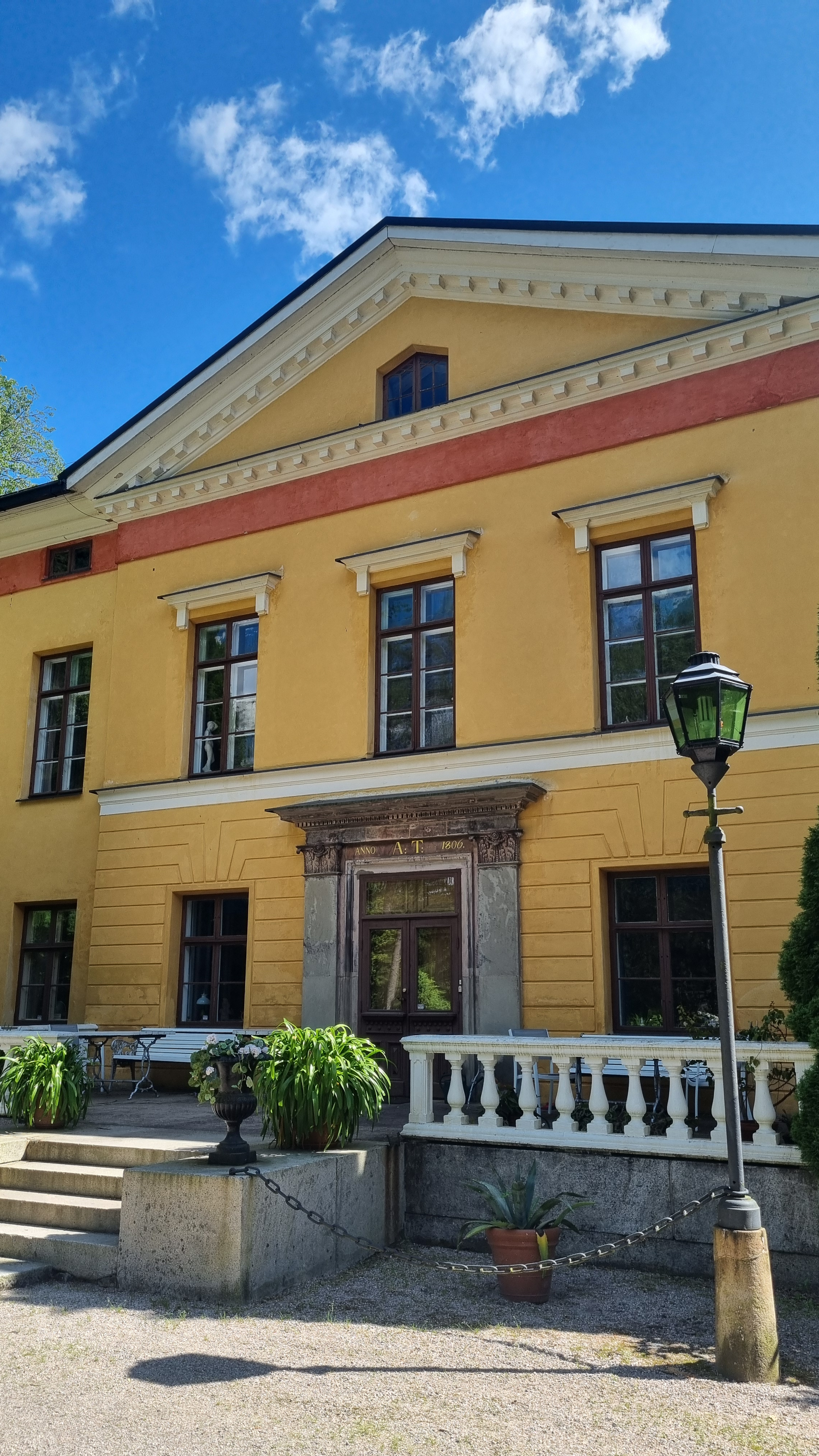
Maniero di Wiurila.

Le prime menzioni documentate di Wiurila risalgono al XV secolo, quando la proprietà apparteneva a Magnus Johansson till Wiorela. Per circa 300 anni, la tenuta fu ereditata prevalentemente di madre in figlia, fino a quando, nel 1787, fu acquistata dal barone Magnus Wilhelm Armfelt. La famiglia Armfelt ha mantenuto la proprietà per generazioni e oggi la tenuta è gestita dai loro discendenti, la famiglia Aminoff.
Il nuovo edificio principale fu costruito durante il periodo del barone August Filip Armfelt. Egli fu aiutante di campo del re di Svezia Gustavo III e in seguito maestro di camera dello zar Alessandro I di Russia. Inoltre, assistette alla costruzione del nuovo edificio agricolo. Il ruolo di Armfelt nella storia di Wiurila è significativo, poiché modernizzò le attività della tenuta.
L’edificio principale della tenuta, una villa in stile neoclassico a due piani in pietra, fu progettato dall’architetto italo-finlandese Carlo Francesco Bassi e completato nel 1811. Tra il 1835 e il 1840 furono aggiunte le ali agricole e domestiche, con la facciata disegnata dall’architetto Johann Carl Ludvig Engel, celebre per il suo contributo all’architettura finlandese.
Nel corso dei secoli, Wiurila è stata una tenuta autosufficiente, dotata di fabbrica di mattoni, segheria, birrificio, mulini e altre attività produttive. Nei suoi anni di massimo splendore, la proprietà si estendeva su circa 48.000 ettari, anche se oggi copre circa 150 ettari.
La tenuta ha stretti legami con la casa reale svedese. Nel museo delle carrozze ci sono vetture che hanno trasportato il re Carlo XVI Gustavo di Svezia e la regina Silvia. Il principe svedese Carlo Filippo ha progettato le sedie da festa Wiurila per la sala da ricevimento della tenuta Wiurila.

## Architettura e Complesso
La tenuta comprende:

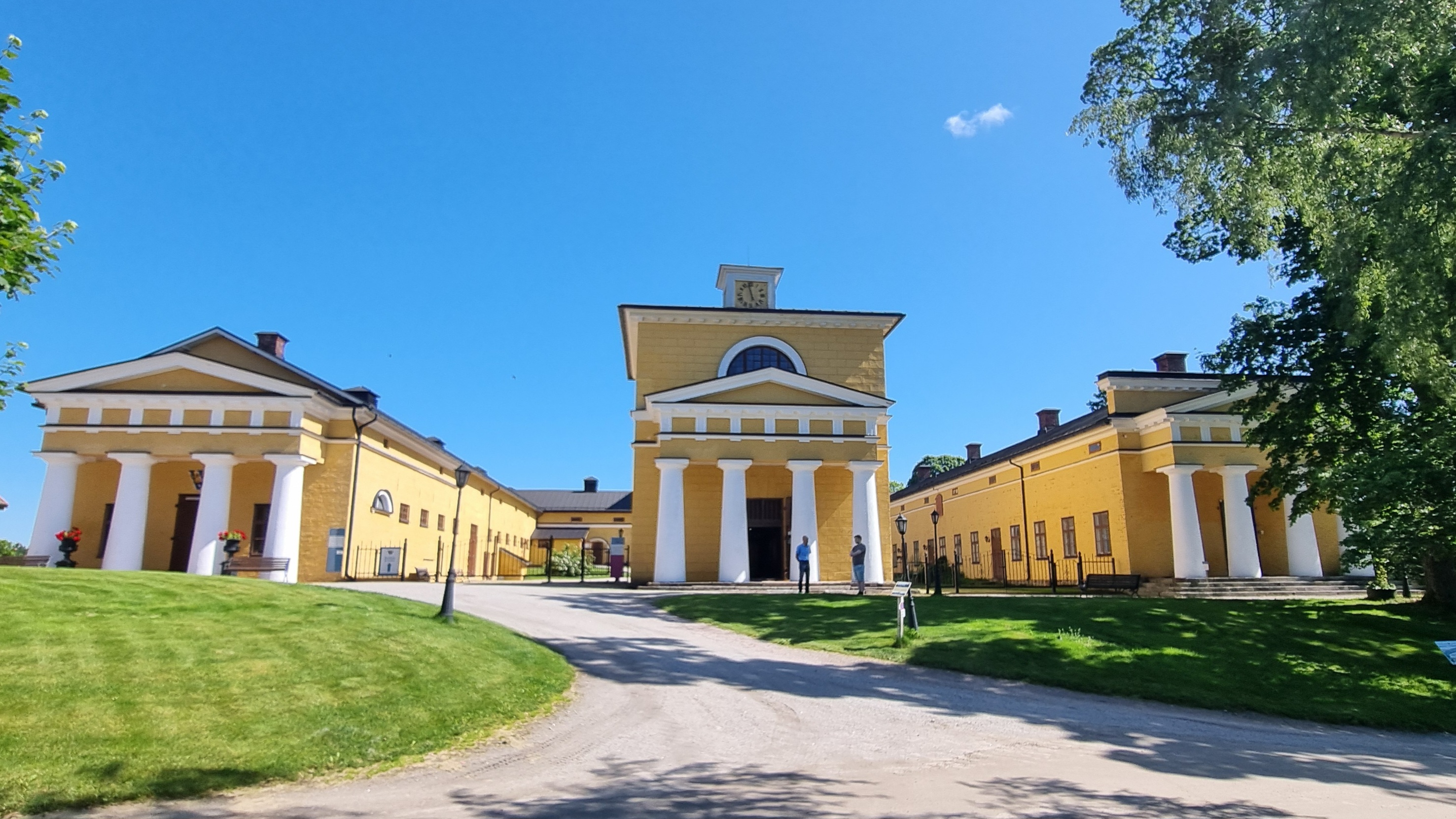
Edifici agricoli Wiurila. Architetto Johann Carl Ludwig Engel.

- Edificio principale: in stile neoclassico, progettato da Bassi.[7]
- Musei: il Museo della Casa Padronale, che espone oggetti della famiglia Armfelt, e il Museo delle Carrozze, con veicoli storici dal XIX secolo in poi.[7]
- Altri edifici: ali agricole, scuderie, e strutture per eventi, progettato da Engel.[7]

Il parco circostante offre viste panoramiche sul paesaggio naturale e sulla baia di Halikonlahti.

## Attività e Servizi

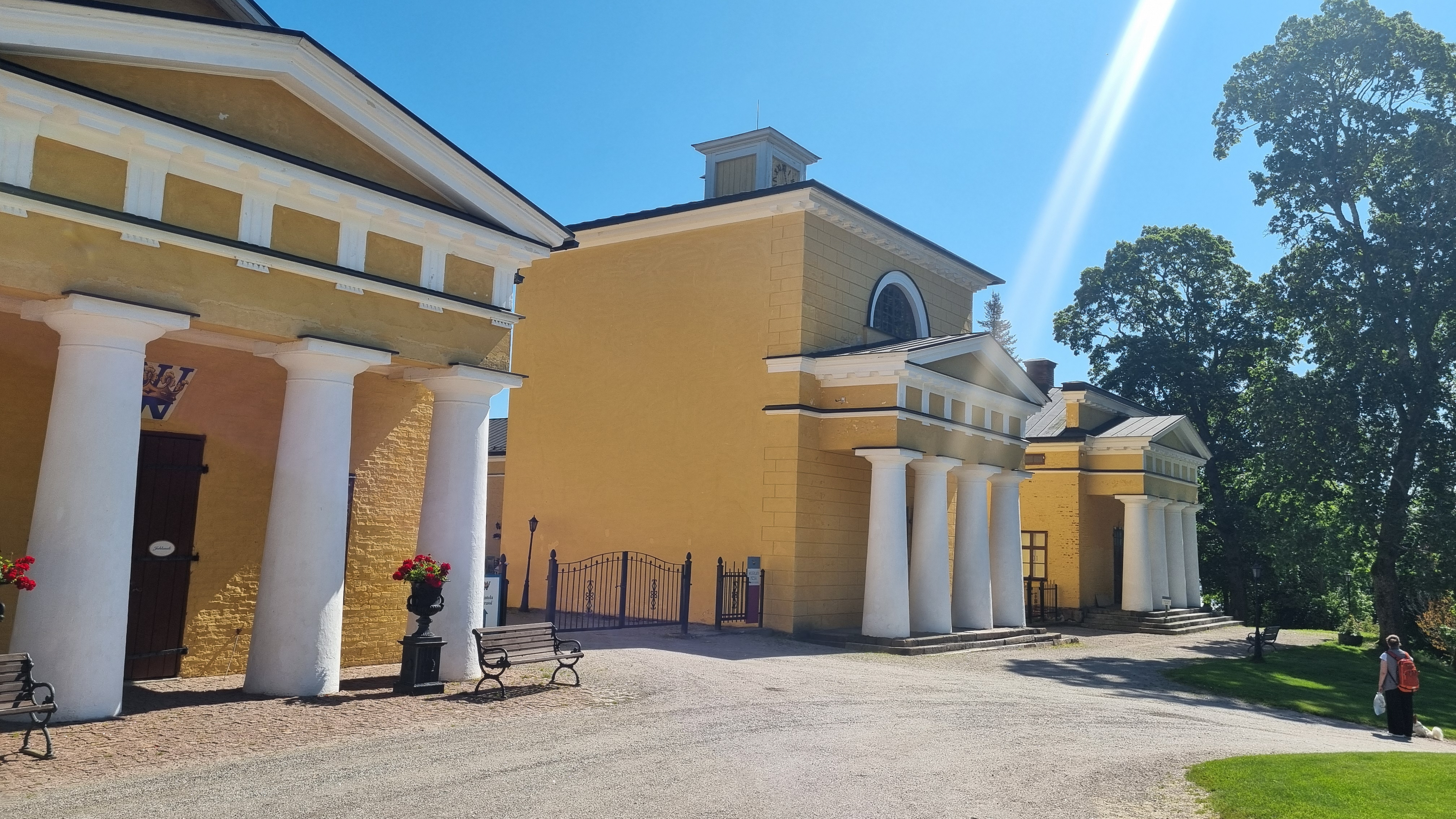
Wiurila.

Wiurila oggi è aperta al pubblico durante la stagione estiva e offre numerose attività:
- Ristorazione: il ristorante Wiurilan Sigrid propone piatti locali e terrazze soleggiate.[10]
- Alloggio: possibilità di pernottamento nella guesthouse e nell’ostello.[11]
- Eventi: location per matrimoni, conferenze e feste private.[12]
- Golf: campo da golf a 18 buche, adatto sia ai principianti che agli esperti.[13]
- Arte e cultura: esposizioni d’arte contemporanea, tra cui la Wiurila Summer Biennial, la più grande mostra d’arte contemporanea della Finlandia sud-occidentale.[14]
- Equitazione: scuderie e maneggio per esperienze a cavallo.[15]

## Importanza culturale
Wiurila rappresenta una delle più suggestive dimore storiche della Finlandia, offrendo un connubio unico tra storia, architettura, natura e cultura. La tenuta è considerata un esempio emblematico di come le antiche proprietà nobiliari possano essere valorizzate e integrate nella vita culturale e turistica moderna.